# Igunaq

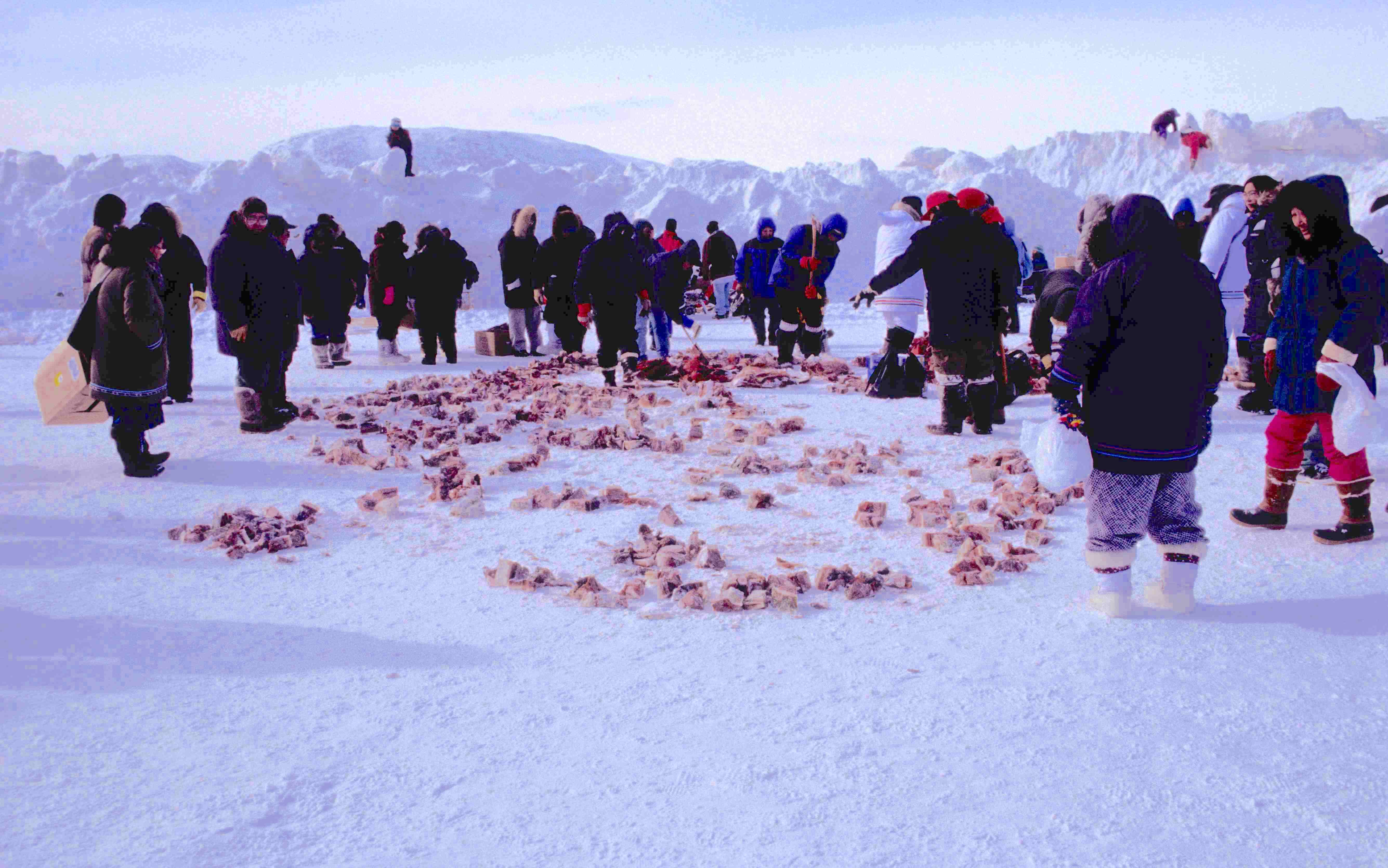
Cacería de Morsas.

Igunaq es una preparación tradicional de la cocina inuit de la carne de morsa, así como de otros mamíferos marinos. La carne y grasa de este tipo de animales capturados en los meses veraniegos (en los que la luz permite su caza) es cortada y fileteada en grandes porciones rectangulares. Dichas porciones son abandonadas a la descomposición y a la fermentación durante el otoño y finalmente congelado durante el invierno, estando disponible para el consumo al año siguiente. 